# Dieta de Espira (1526)
La Dieta de Espira de 1526 fue una dieta del Sacro Imperio Romano Germánico celebrada en 1526 en la Ciudad Imperial Libre de Espira. 
La decisión más importante tomada en esta dieta fue que no se podía forzar el Edicto de Worms, lo que suponía que cada príncipe podía decidir si permitía en sus territorios la enseñanza y el culto luteranos (Cuius regio, eius religio). Este acuerdo tenía validez hasta que algún Concilio General pudiese encararlos o pronunciarse sobre los asuntos religiosos suscitados por Martín Lutero.
El ambiguo edicto de la dieta resultó en una suspensión temporal del Edicto de Worms y ayudó a la expansión del protestantismo. Estos resultados fueron repudiados en la dieta de Espira de 1529.